# GospoCentric Records
GospoCentric Records був лейблом звукозапису госпел-музики в Інглвуді, штат Каліфорнія, заснованим як незалежний лейбл Вікі Мак Латайлад і Клодом Латайладом у 1993 році. Лейбл став відомим у 1990-х роках, в основному завдяки неперевершеному успіху виконавця госпелу Кірка Франкліна. Лейбл виріс і став одним із найвідоміших великих госпел-лейблів. Пізніше GospoCentric породив імпринт B-Rite Music, який був використаний для запуску таких виконавців, як Trin-i-tee 5:7 і God's Property, які досягли значного успіху в мейнстрімі. GospoCentric нещодавно придбала Zomba Group of Companies, яка також володіє великим госпел-лейблом Verity Records. Наразі лейбл належить Sony Music Entertainment через RCA Inspiration.

## Список артистів
- Byron Cage
- Kurt Carr
- Dorinda Clark Cole
- Kirk Franklin
- Jon Gibson
- God's Property
- R. J. Helton
- Tramaine Hawkins
- Dave Hollister
- Bobby Jones
- Donald Lawrence
- Jackie McCullough
- Stephanie Mills
- J. Moss
- New Direction
- Kelly Price
- Woody Rock
- Papa San
- The Soul Seekers
- Trin-i-tee 5:7
- Natalie Wilson